# Живарле
Живарле́, Жіварле (фр. Givarlais) — колишній муніципалітет у Франції, у регіоні Овернь-Рона-Альпи, департамент Альє. Населення — 248 осіб (2011).
Муніципалітет був розташований на відстані близько 270 км на південь від Парижа, 85 км на північний захід від Клермон-Феррана, 55 км на захід від Мулена.

## Історія
До 2015 року муніципалітет перебував у складі регіону Овернь. Від 1 січня 2016 року належав до нового об'єднаного регіону Овернь-Рона-Альпи.
1 січня 2016 року Живарле, Луру-Одман i Має було об'єднано в новий муніципалітет О-Бокаж.

## Демографія
Динаміка населення (INSEE ):
Розподіл населення за віком та статтю (2006):
| Стать | Всього | До 15 років | 15-24 | 25-44 | 45-64 | 65-85 | Понад 85 |
| --- | ------ | ----------- | ----- | ----- | ----- | ----- | -------- |
| Чоловіки | 116    | 20          | 4     | 20    | 52    | 20    | 0        |
| Жінки | 132    | 28          | 12    | 36    | 28    | 28    | 0        |
| \| Статево-вікова піраміда \| Статево-вікова піраміда \| Статево-вікова піраміда \| \| ----------------------- \| ----------------------- \| ----------------------- \| \| Чоловіки \| Вік \| Жінки \| \| 0 \| 85 + \| 0 \| \| 8 \| 80-84 \| 16 \| \| 4 \| 75-79 \| 4 \| \| 8 \| 70-74 \| 4 \| \| 0 \| 65-69 \| 4 \| \| 12 \| 60-64 \| 0 \| \| 8 \| 55-59 \| 12 \| \| 16 \| 50-54 \| 12 \| \| 16 \| 45-49 \| 4 \| \| 4 \| 40-44 \| 12 \| \| 8 \| 35-39 \| 12 \| \| 8 \| 30-34 \| 12 \| \| 0 \| 25-29 \| 0 \| \| 0 \| 20-24 \| 8 \| \| 4 \| 15-20 \| 4 \| \| 12 \| 10-14 \| 0 \| \| 4 \| 5-9 \| 24 \| \| 4 \| 0-4 \| 4 \| |        |             |       |       |       |       |          |
| Статево-вікова піраміда |        |             |       |       |       |       |          |
| Чоловіки | Вік    | Жінки       |       |       |       |       |          |
| 0 | 85 +   | 0           |       |       |       |       |          |
| 8 | 80-84  | 16          |       |       |       |       |          |
| 4 | 75-79  | 4           |       |       |       |       |          |
| 8 | 70-74  | 4           |       |       |       |       |          |
| 0 | 65-69  | 4           |       |       |       |       |          |
| 12 | 60-64  | 0           |       |       |       |       |          |
| 8 | 55-59  | 12          |       |       |       |       |          |
| 16 | 50-54  | 12          |       |       |       |       |          |
| 16 | 45-49  | 4           |       |       |       |       |          |
| 4 | 40-44  | 12          |       |       |       |       |          |
| 8 | 35-39  | 12          |       |       |       |       |          |
| 8 | 30-34  | 12          |       |       |       |       |          |
| 0 | 25-29  | 0           |       |       |       |       |          |
| 0 | 20-24  | 8           |       |       |       |       |          |
| 4 | 15-20  | 4           |       |       |       |       |          |
| 12 | 10-14  | 0           |       |       |       |       |          |
| 4 | 5-9    | 24          |       |       |       |       |          |
| 4 | 0-4    | 4           |       |       |       |       |          |

## Економіка
2010 року серед 165 осіб працездатного віку (15—64 років) 129 були активними, 36 — неактивними (показник активності 78,2%, у 1999 році було 72,5%). З 129 активних мешканців працювало 116 осіб (61 чоловік та 55 жінок), безробітними було 13 (6 чоловіків та 7 жінок). Серед 36 неактивних 8 осіб було учнями чи студентами, 21 — пенсіонерами, 7 були неактивними з інших причин.

У 2010 році у муніципалітеті числилось 108 оподаткованих домогосподарств, у яких проживали 255,0 особи, медіана доходів виносила 17 862 євро на одного особоспоживача.